# Saint-Amand-Longpré
Saint-Amand-Longpré é uma comuna francesa na região administrativa do Centro, no departamento Loir-et-Cher. Estende-se por uma área de 21,57 km². Em 2010 a comuna tinha 1 235 habitantes (densidade: 57,3 hab./km²).